# Empire Records
Empire Records é um filme americano de 1995. O diretor de Um Som Diferente, Allan Moyle detona um outro sucesso com esta comédia sobre um dia movimentado na vida de jovens preguiçosos, impulsivos e sonhadores que trabalham na Empire Records, uma loja especializada em música. O filme é forrado de citações de músicos e uma trilha sonora incrível. Anthony LaPaglia (Inocente Mordida) interpreta o gerente dos funcionários da Empire, vividos por Liv Tyler (Armageddon), Renee Zellweger (Jerry Maguire – A Grande Virada), Rory Cochrane (Jovens, Loucos & Rebeldes) e outros jovens talentos.

## Sinopse
Empire Records é uma pequena loja de discos que corre o risco de ser comprada por uma grande rede de lojas, o que acabaria com o seu charme. Para ajudar o dono do lugar, os empregados precisam achar um jeito de conseguir dinheiro. Ao mesmo tempo, cada um quer resolver seus problemas: Corey quer deixar de ser a menina certinha, Gina quer aproveitar melhor sua vida, A.J. quer vencer o medo de se expressar, Mark quer curtir sua banda, Debra passa por uma crise existencial e um garoto de 15 anos pretende assaltar a loja. Além de outros personagens que refletem o espírito da juventude daquela época. Ao longo do dia, segredos são revelados, amizades postas à prova, erros perdoados. E a música segue rolando.

## Elenco
- Anthony LaPaglia.... Joe Reaves
- Maxwell Caulfield.... Rex Manning
- Debi Mazar.... Jane
- Rory Cochrane.... Lucas
- Johnny Whitworth.... A.J.
- Robin Tunney.... Debra
- Renée Zellweger.... Gina
- Ethan Embry.... Mark (como Ethan Randall)
- Coyote Shivers.... Berko
- Brendan Sexton III.... Warren (como Brendan Sexton)
- Liv Tyler.... Corey Mason
- James 'Kimo' Wills.... Eddie
- Ben Bode.... Mitchell Beck
- Gary Bolen.... Croupier
- Craig Edwards.... Male Rex Manning Fan
- Kimber Sissons.... Woman at Craps Table (como Kimber Monroe)
- Tobey Maguire.... Andre (cenas deletadas)

## Trilha Sonora
1. "Til I Hear It from You" de Gin Blossoms
2. "Liar" de The Cranberries
3. "A Girl Like You" de Edwyn Collins
4. "Free" de The Martinis
5. "Crazy Life" de Toad the Wet Sprocket
6. "Bright As Yellow" de The Innocence Mission
7. "Circle of Friends" de Better Than Ezra
8. "I Don't Want to Live Today" de Ape Hangers
9. "Whole Lotta Trouble" de Cracker
10. "Ready, Steady, Go" de The Meices
11. "What You Are" de Drill
12. "Nice Overalls" de Lustre
13. "Here It Comes Again" de Please
14. "The Ballad of El Goodo" de Evan Dando
15. "Sugarhigh" de Coyote Shivers
16. "The Honeymoon Is Over" de The Cruel Sea
17. "This is the day" de The The